# Брито, Иоанн де
Жуа́н де Бри́ту или Иоа́нн Бри́тто (порт. João de Brito, 1 марта 1647[…], Лиссабон — 4 февраля 1693[…], Ориюр), в Индии называл себя Аруланандар — святой Римско-католической церкви, член монашеского ордена иезуитов, мученик.

## Биография
Жуан де Бриту родился 1 марта 1647 года в Лиссабоне в богатой аристократической семье. Его отец был генерал-губернатором колониальной Бразилии. В 1662 году, обучаясь в университете Коимбры, вступил в монашеский орден иезуитов. После окончания университете монашеское начальство в 1673 году послало его в Индию для основания католической миссии в городе Мадурай. В 1687 году вернулся в Португалию, где он стал искать новых желающих поехать в Индию. В 1690 году он снова отправился в Индию с 24 новыми миссионерами.
В Индии Жуан де Бриту следовал образу жизни, свойственному индийцам. Он изучил тамильский язык, одевался в индийские одежды и вёл себя как кшатрий. Проповедовал католицизм понятийными категориями, которые были понятны представителям индуизма. Придерживался строгой вегетарианской пищи до конца своей жизни, отказался от всякой животной пищи и алкоголя.
Его проповедь христианства столкнулась с противодействием местного индийского махараджи Сетупати, который приказал его арестовать. 28 января 1693 года Жуан де Бриту был приговорён к смертной казни через отрубание головы. Казнь состоялась 4 февраля 1693 года.

## Прославление
Жуан де Бриту был беатифицирован 21 августа 1853 года папой Пием IX и канонизирован 22 июня 1947 года папой Пием XII.
Иоанн де Брито является покровителем католической епархии Коллама, штат Керала, Индия. В 1947 году в Португалии вышли почтовые марки, посвящённые Иоанну де Брито.
День памяти — 4 февраля; в Португалии — 22 октября.